# 夏尔·恩佐比亚
夏爾·恩佐比亚（法語：Charles N'Zogbia，1986年5月28日—）是一名剛果裔法國職業足球員，司職翼鋒。
尼索比亞曾效力法國球會勒哈費爾，於2004年轉會至英格蘭的紐卡素足球會，其後於2009年轉投韋根，再於2011年夏季加盟阿士東維拉。尼索比亞通常擔任左翼，可客串擔任前腰或左後衛。

## 生平
尼索比亞在法國上諾曼地滨海塞纳省的阿夫勒尔出生，但在巴黎法蘭西體育場（Stade de France）附近成長。他的表兄是職業網球員桑加（Jo-Wilfried Tsonga）。

### 球會
尼索比亞出身於勒哈費爾足球學院，年僅17歲被前紐卡素首席球探查理·活斯（Charlie Woods）發掘，安排他到球會參加試訓，於紐卡素試訓一個月後，他的表現打動球隊，並著手與他進行簽約，但卻遇到阻滯，尼索比亞曾與勒哈費爾簽署教育合約，紐卡素認定勒哈費爾無權收取轉會費，最終獲得國際足協支持而成功轉會。
紐卡素
經過漫長的爭議，紐卡素最終付出一筆據報為25萬英鎊的象徵費用給勒哈費爾，於2004年9月2日成功將尼索比亞收歸旗下，是前領隊卜比·笠臣任內簽入最後一名球員。卜比·笠臣稍後形容尼索比亞為：「如能隨正確方向訓練及推動，尼索比亞將可以成為頂級球員，我希望他到時仍效力紐卡素。我在他少年時期簽入他，因他是我見過同年紀最天才橫溢的球員之一。」。
2004年9月11日尼索比亞首次披上紐卡素球衣上陣出戰。在翌年的2005/06年球季，尼索比亞開始奠定其一隊正選席位，上陣41場，更在主場1-1賽和時憑自由球射入球隊開季的首個入球。他在這季充分顯示其入球能力，合共射入6球，包括在對東北部死敵的一個「個人表演」入球，更成為球隊第四射手，並交出7次助攻。尼索比亞優異的表現吸引其他球隊如的注意，但他在球季結束後選擇與紐卡素延長三年合約。
2006/07年球季由於時任領隊格連·路達較喜歡起用杜夫，使到尼索比亞上陣時間大減。而他更於2006年12月13日0-1負於一仗受傷，直到2007年2月才告康復。5月13日煞科戰對尼索比亞拒絕後備上陣而被紐卡素除名於球員名單外。
雖然傳言尼索比亞會在夏季離隊，但他卻留隊並獲新任領隊艾拿戴斯信任，在新球季揭幕戰對獲派遣正選上場，更在這場3-1的勝仗為球隊首開紀錄。2007年9月4日尼索比亞簽署五年新約，直到2012年才約滿。
2008年12月尼索比亞表明意欲於1月轉會窗重開時離隊，聲言：「在紐卡素經歷四年，我希望更上一層樓，因在這裡將難以達成。」。在2009年1月29日球隊作客1-2負於曼城，賽後領隊祖·堅尼亞（Joe Kinnear）誤將「尼索比亞」（N'Zogbia）讀作「失眠」（inzsomnia），尼索比亞翌日宣佈永不在祖·堅尼亞領導下出賽，亦為此而向紐卡素球迷道歉，並重申離隊的意願。
韋根
1月30日紐卡素同意提出的收購價。2009年2月2日在轉會窗最後一日，韋根將（Ryan Taylor）加上約600萬英鎊現金換取尼索比亞加盟。尼索比亞在韋根的第一個入球是在聯賽作客新特蘭的賽事中取得，最終協助韋根以1-2勝出。
阿士東維拉
2011年7月29日於韋根與阿士東維拉達成轉會費協議後，尼索比亞亦同意私人條件，簽約五年正式加盟，轉會費據報約為950萬英鎊。

### 國家隊
2002年尼索比亞曾兩度代表法國U-16國家隊上陣，直到2006年夏季，尼索比亞入選在葡萄牙舉行歐洲U-21足球錦標賽的法國U-2124人初選名單，但由於轉會問題未獲解決而遭放棄。由於在英超表現出色，2007年尼索比亞獲法國U-21重召，更於9月7日首次披甲上陣，以1-0小勝威爾斯U-21。剛果民主共和國領隊曾打電話給尼索比亞，希望他能在2008年2月代表球隊出戰對法國B隊的賽事，但尼索比亞婉拒了邀請，他希望有更多時間考慮他的國際足球的未來。

## 外部連結
- 足球数据库：尼索比亞的球员统计数据
- 紐卡素足球會 尼索比亞檔案
- 韋根官方 尼索比亞檔案